# Хеннинг, Ричард Гарт
Ричард Гарт Хеннинг (англ. Richard Garth Henning; род. 17 октября 1964, Роквилл-Сентер, США) — американский прелат. Титулярный епископ Таблы и вспомогательный епископ епархии Роквилл-Сентра с 8 июня 2018 по 23 ноября 2022. Коадъютор епархии Провиденса с 23 ноября 2022 по 1 мая 2023. Епископ Провиденса с 1 мая 2023 по 5 августа 2024. Архиепископ Бостона с 5 августа 2024.